# Bohumiljania
Bohumiljania is een geslacht van kevers uit de familie bladkevers (Chrysomelidae).
De wetenschappelijke naam van het geslacht werd in 1958 gepubliceerd door Francisco de Asis Monrós.

## Soorten
- Bohumiljania humboldti Jolivet, Verma & Mille, 2005